# Pueblos ibéricos prerromanos (Portugal)

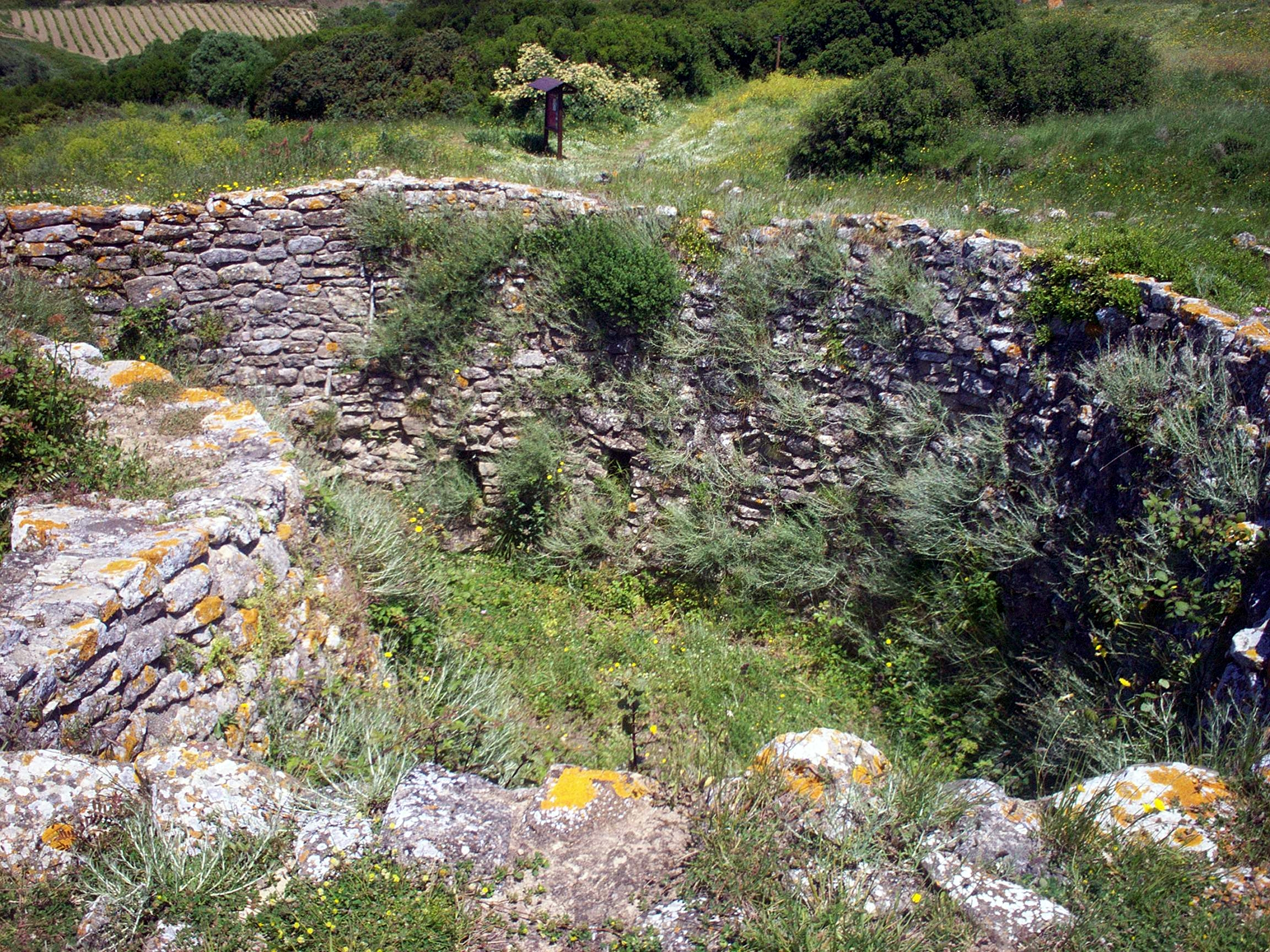
Ruinas del Castro de Zambujal a 3 km de Torres Vedras. Datan del 3000 a. C.

La región en la que se encuentra el actual Portugal estuvo habitada al menos hace quinientos mil años, primero por los Neanderthales y más tarde por los hombres modernos.

## Cultura de los vasos campaniformes
Gracias a la revisión sistemática de los datos proporcionados por el radiocarbono, se ha podido establecer que la llamada cultura del vaso campaniforme se originó y se difundió desde el área del Bajo Tajo, en Portugal, en yacimientos como Zambujal y Vila Nova de São Pedro, con una cronología que va del 2900 al 2500 a. C..

## Los celtas

Los celtas, conocedores de la metalurgia del hierro, llegan a la península ibérica entre los finales del segundo milenio antes de Cristo y el 700 a. C., ocupando lo que hoy es Galicia, Asturias, Cantabria, norte de Castilla y parte de Portugal. Se desarrolló un progresivo proceso de celtificación, hasta la consolidación de la presencia celta en la península  y el desarrollo de la cultura de La Tène a partir del 450 a. C.
Los primeros contactos con griegos y fenicios (a partir del final del II milenio a. C.) significaron el surgimiento pequeños puestos comerciales costeros semipermanentes. La parte atlántica de la península tuvo menos contactos por lo que está peor documentada que la parte mediterránea. Esa época coincidió con la formación de la primera entidad política conocida, el mítico reino de Tartessos, en el suroeste peninsular.

## A la llegada de los romanos

Mapa etnográfico de la península ibérica hacia el 200 a. C.

En el I milenio a. C. la península ibérica estaba habitada por los denominados historiográficamente pueblos prerromanos. Recibieron el nombre colectivo de Iberos los de la franja mediterránea y valles del Ebro y Guadalquivir, mientras que los del interior se asociaban a la influencia cultural celta. Debe evitarse considerar tales denominaciones como reflejo de una unidad étnica o cultural que estuvo muy lejos de producirse. 
En la zona del actual Portugal las fuentes romanas localizan a pueblos que denominan Lusitanos, Galaicos o Gallaeci y los Cónios). Otras tribus menos significativas fueron los Brácaros, Célticos, Coelernos, Equesos, Grovios, Interamici, Leunos, Luancos, Límicos, Narbasos, Nemetatos, Pésures, Quaquernos, Seurbos, Tamagani, Taporos, Zoelas o Túrdulos.
Los lusitanos considerados antepasados de los portugueses del centro y sur del país e dos estremenhos, habitaban en entre los ríos Duero, Tajo y Guadiana. La figura más conocida entre los lusitanos fue Viriato. Oxthracai era la mayor ciudad lusitana, según Apiano.
Rufo Festo Avieno en su poema Ora Marítima (siglo IV) relata las aventuras de un marinero griego de finales del siglo IV a. C.que describe la existencia de varias etnias iberas en la costa meridional atlántica que ya practicaban la cultura megalítica y serían probablemente los responsables del comercio con el norte del océano Atlántico— los Estrímnios y los Cinetes (o Conios). La fusión de las tribus ibéricas y celtas implicaría que los primeros aprendieran las técnicas de la cultura agraria, que se uniría a la vocación marinera de los nativos. Son estos invasores los celtas, los responsables de los subfijos dunuum y briga en nombres de ciudades como Conímbriga (que se convertiría en Coímbra), o Miróbriga (Santiago do Cacém), Caetóbriga (Setúbal) y Lacóbriga (Lagos).